# Mésophile
Ne doit pas être confondu avec mésophylle.
Un organisme mésophile est une forme de vie qui prospère au mieux dans des conditions moyennes du gradient sécheresse-humidité. Classiquement, on parle de bactéries mésophiles lorsqu'elles vivent à des températures comprises entre 20 et 40 °C (bactéries mésothermes) et dans des conditions moyennes d'humidité.  
Au point de vue de la température, les écologues distinguent trois flores : la flore cryophile (-5 à 18C°), mésophile (20-40C°) et thermophile ( 45-85C°). Ils distinguent aussi les espèces thermophobes, ne supportant pas des températures élevées.
Le terme mésophile vient des racines grecques μέσος, mésos : « milieu », ici au sens de température médiane ; et φίλος, philos : qui aime. On parle d'organismes psychrophiles lorsqu'ils vivent dans des milieux froids, et de thermophiles, lorsqu'ils vivent dans des milieux chauds. Les espèces hygrophiles vivent dans des milieux très humides, les xérophiles dans des milieux très pauvres en eau.

## Habitat
L'habitat de ces organismes est très diversifié et cosmopolite : le sol, l'eau douce et l'eau de mer, les eaux usées, sur les végétaux, les animaux dont l'homme.
Beaucoup de bactéries pathogènes pour les mammifères (dont l'homme) ont un optimum de croissance proche de 37 °C, la température interne moyenne des mammifères.

## Flore bactérienne
Une flore mésophile nombreuse indique que le processus d'altération des aliments est fortement engagé. En effet, la plupart des bactéries responsables des intoxications alimentaires : salmonelles, staphylocoques, etc. ont une croissance optimale entre 18 et 40 °C. Leur présence en grand nombre en cuisine ou sur des aliments traduit une mauvaise conservation des aliments (rupture de la chaîne du froid) et est annonciatrice d'une intoxication alimentaire, si les aliments sont consommés. En ce sens, une flore mésophile abondante lors des prélèvements bactériologiques de contrôle, traduit un processus actif d'altération lié à une contamination, et généralement à une rupture de la chaîne du froid.